# Joaquím Mir i Trinxet

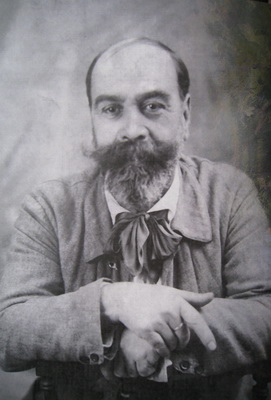
Portret van Joaquím Mir i Trinxet, 1915

Joaquím Mir i Trinxet (Barcelona, 6 januari 1873 – aldaar, 27 april 1940) was een Catalaanse kunstschilder, tekenaar en graveur, een van de belangrijkste vertegenwoordigers van het modernisme in Catalonië.

## Biografie
Joaquím Mir i Trinxet was de zoon van Ignasi Mir i Dussol en Isabel Cheira. Hij deed commerciële studies die hij combineerde met een opleiding tot kunstschilder aan de Escola de la Llotja in Barcelona. Daarna ging hij studeren bij Luis Graner en Antoni Caba en was lid van de kunstenaarsgroep La Colla del Safrà, ook Colla di Sant Martí genoemd, samen met Isidre Nonell, Ramon Pichot i Gironès, Ricard Canals, Adrià Gual en Juli Vallmitjana.  Hij was een van de weinige Spaanse schilders uit die tijd, die zijn opleiding niet voortzette in Parijs, maar hij bezocht er wel regelmatig Ramón Casas en Santiago Rusiñol, die samen met Miquel Utrillo en Ramon Canudas een pand betrokken bij de Moulin de la Galette op Montmartre in Parijs.

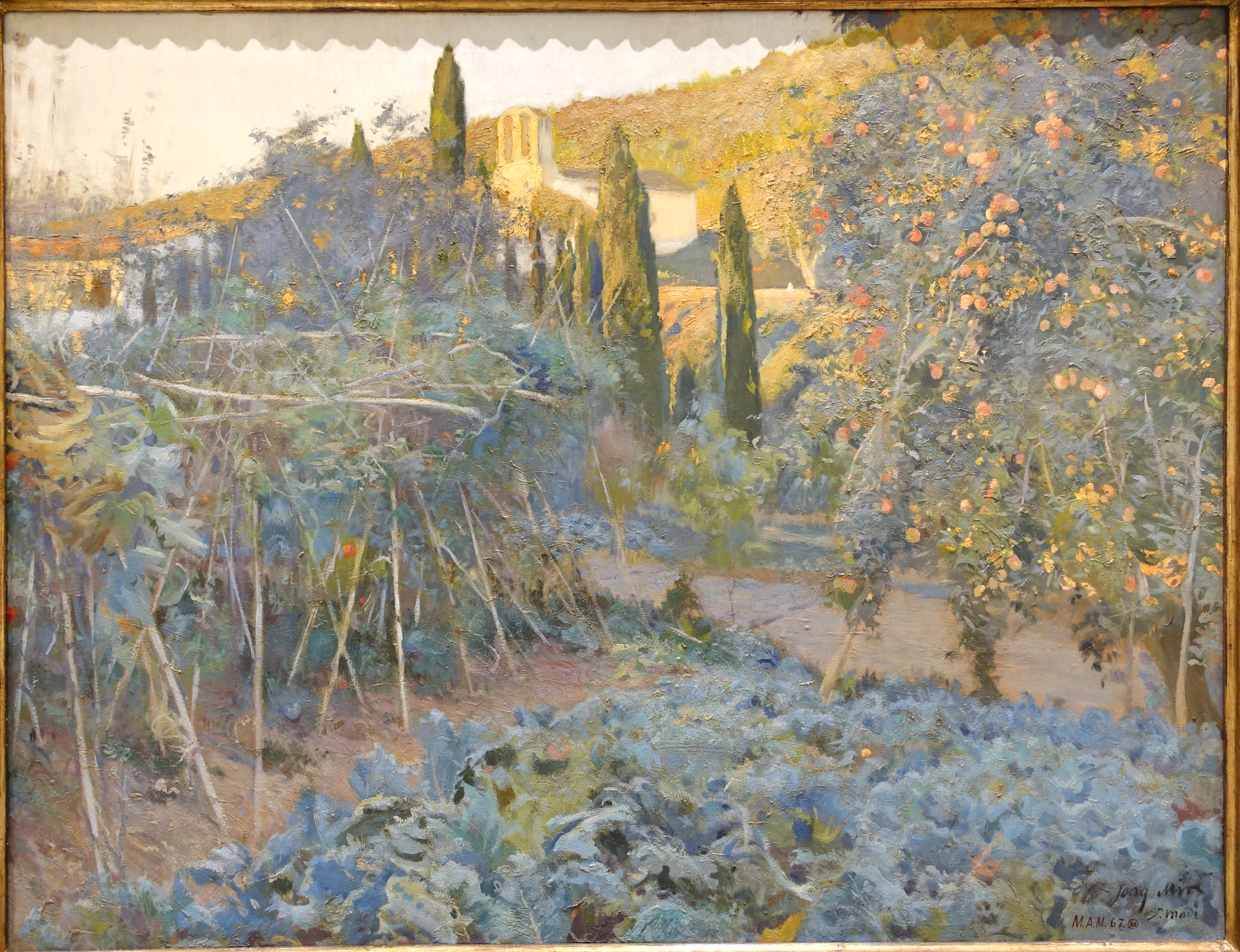
De boomgaard en de kapel, ca. 1896, Museo Nacional Centro de Arte Reina Sofia, Madrid

## Werken
In 1894 behaalde hij de derde medaille op de derde Tentoonstelling van Schone Kunsten in Barcelona met het doek El huerto del rector. Aangemoedigd door dit succes besloot hij om zich volledig aan de schilderkunst te wijden. In 1897 nam hij deel aan de Nationale Tentoonstelling van Schone Kunsten in Madrid en maakte van de gelegenheid gebruik om kopieën te maken van werken van Velázquez in het Prado. In 1898 behaalde hij opnieuw een derde medaille op de vierde Tentoonstelling van Schone Kunsten in Barcelona met La catedral de los pobres,  een emblematisch schilderij, waarin zowel de sociale problemen als het intieme landschap aan bod komen. In 1899 behaalde hij de tweede medaille op de Nationale Tentoonstelling van Madrid met El huerto de la ermita.

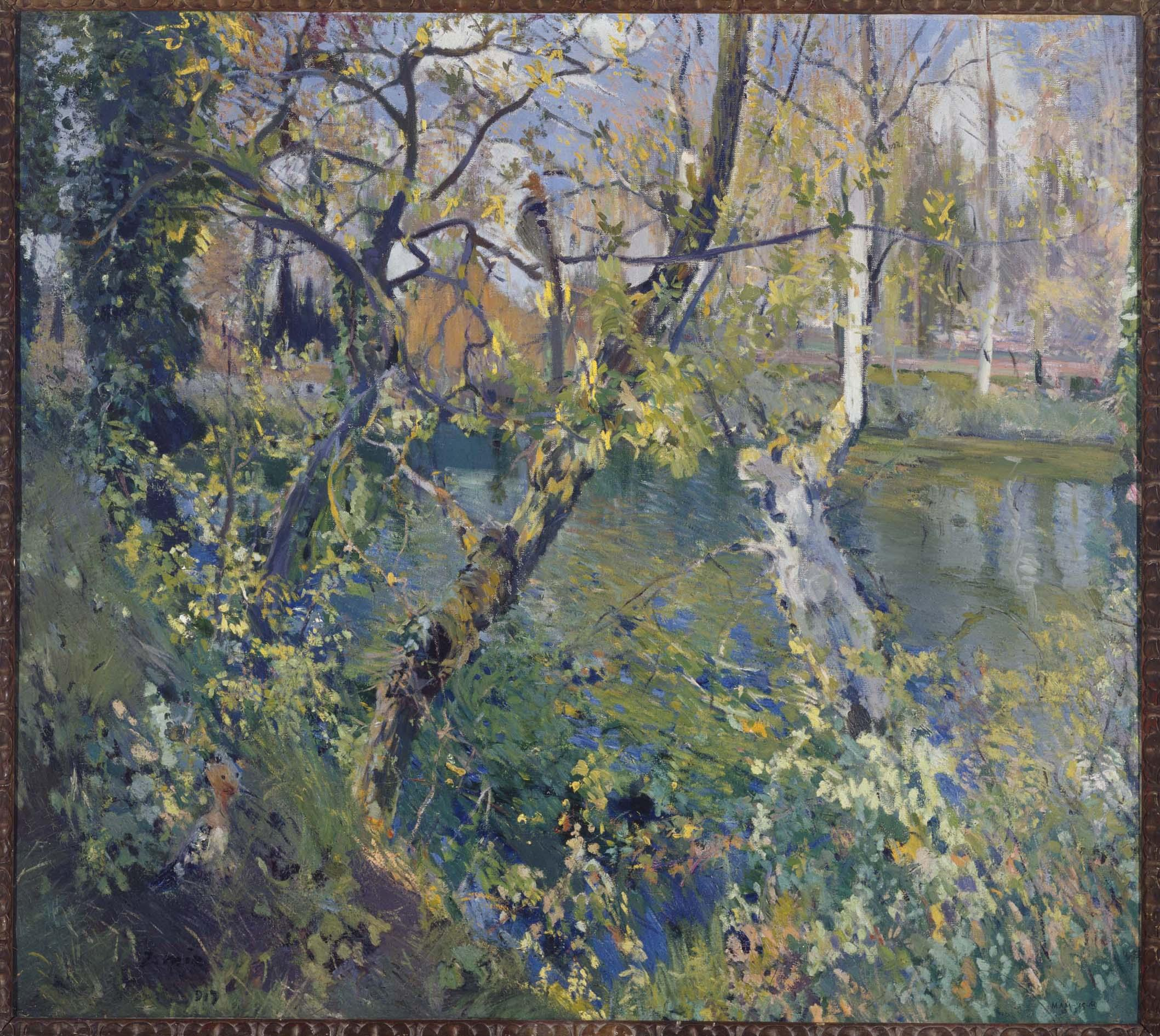
Aguas de Moguda, 1917, Museo Nacional Centro de Arte Reina Sofia, Madrid

Joaquím Mir  werd uitgenodigd door Santiago Rusiñol naar Mallorca waar hij tussen 1899 en 1904 verbleef. Hij legde hij zich volledig toe op het landschap en behaalde een tweede medaille op de Nationale Tentoonstelling in Madrid in 1901. Dat jaar exposeerde hij ook in de Sala Parés in Barcelona. Op Mallorca maakte hij kennis met de Belgische schilder William Degouve de Nuncques wiens stijl de zijne zou beïnvloeden.
Tussen 1902 en 1904 werd het Casa Trinxet gebouwd door Josep Puig i Cadafalch in het Eixample district van Barcelona, in opdracht van Avelino Trinxet Casas, de oom van Joaquím. Het werd beschouwd als een van de juwelen van het modernisme in Barcelona.  Joaquím Mir droeg hier zijn steentje aan bij in de vorm van verscheidene muurschilderingen.

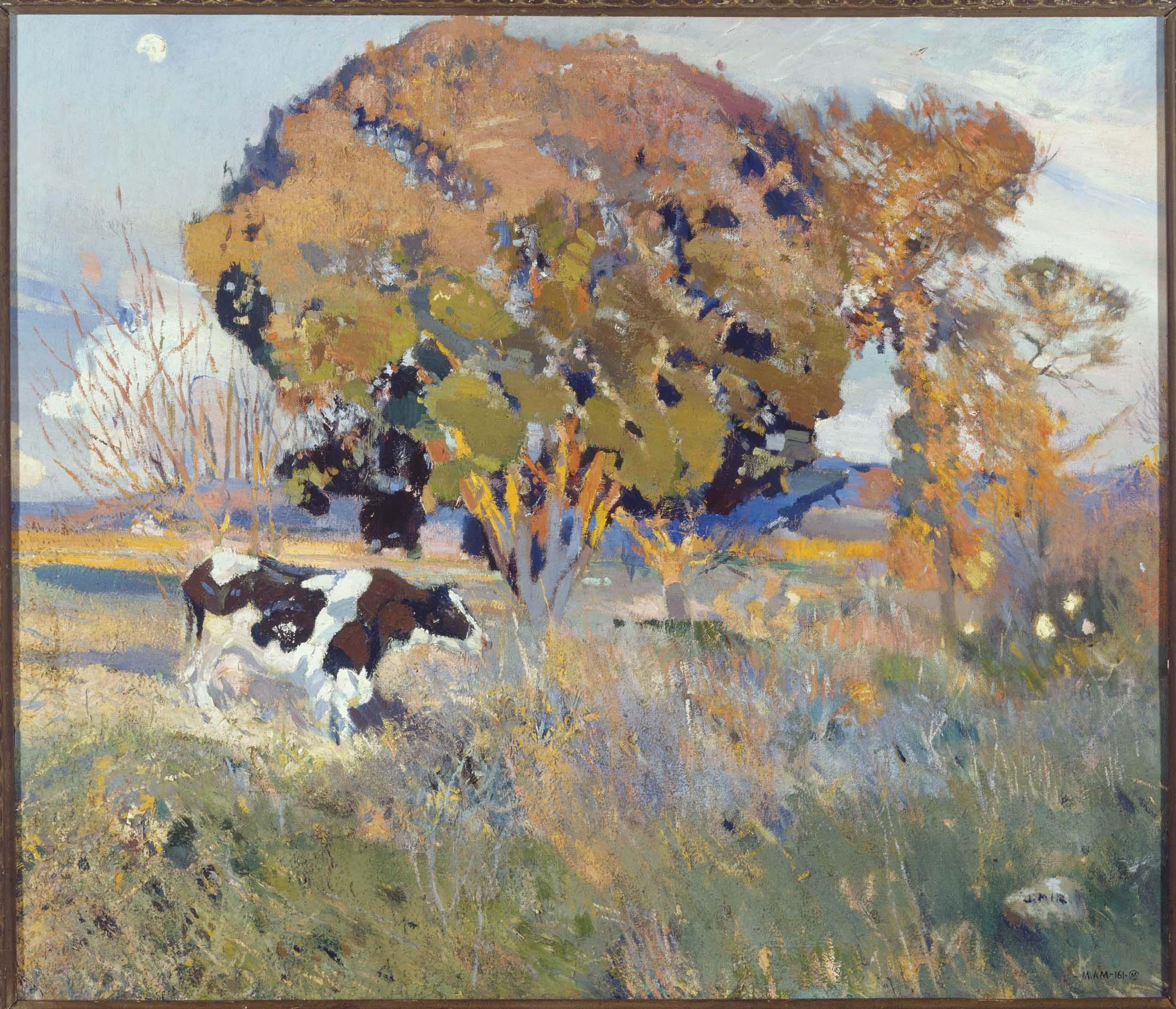
La encina y la vaca, 1915, Museo Nacional Centro de Arte Reina Sofia, Madrid

In 1905 kreeg hij een depressie en werd opgenomen in het Pere Mata Instituut in Reus tot in 1906. Hij vestigde zich daarop in L'Aleixar in Camp de Tarragona. Dit was de meest vruchtbare periode uit zijn carrière. Hij kreeg de eerste medaille op de tentoonstelling in Barcelona in 1907 en hield een solotentoonstelling in 1909 in de Galería del Fayanç eveneens in Barcelona.

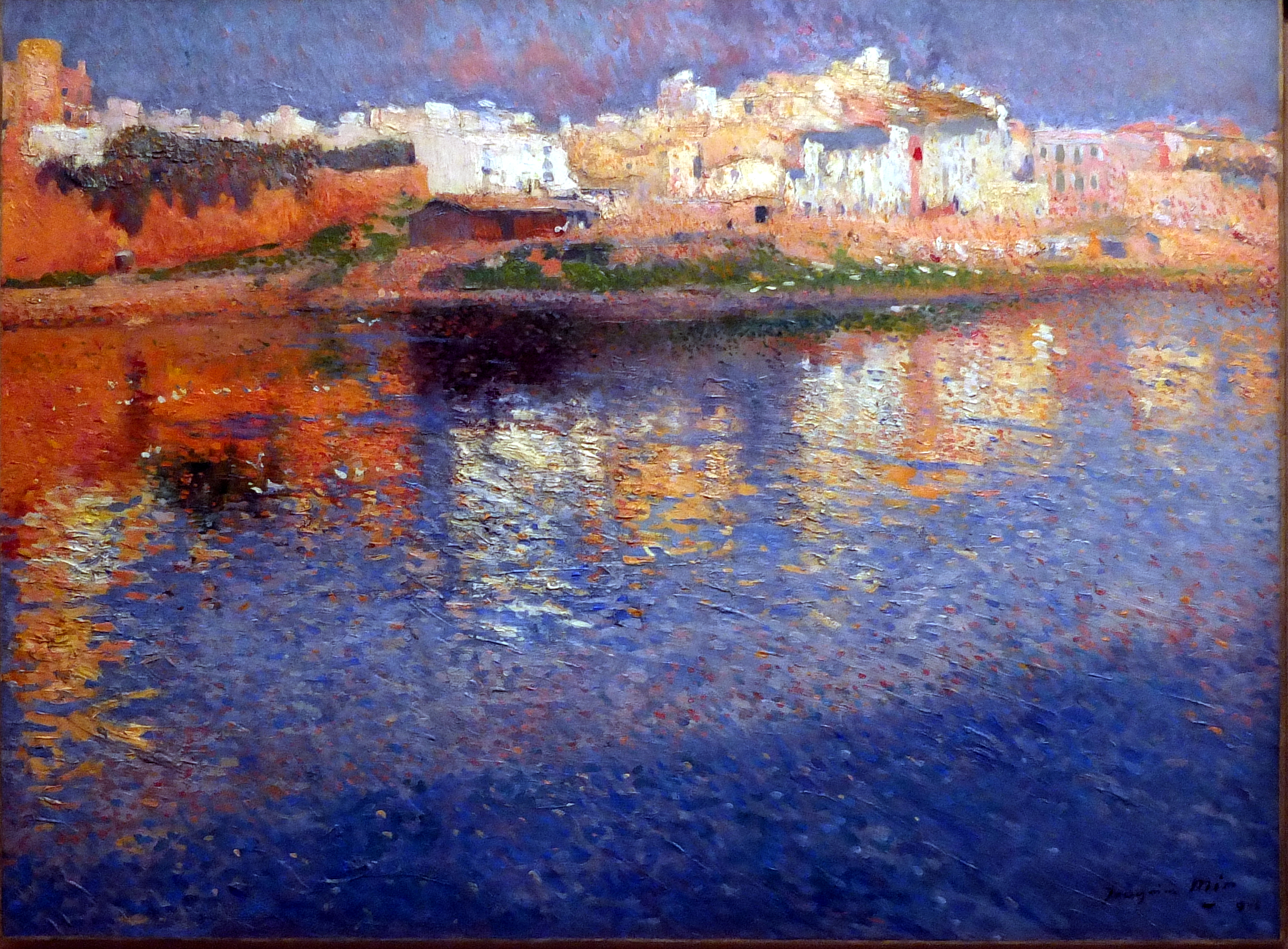
Reflecties, 1901, Museum Montserrat

Tussen 1914 en 1921 was hij gevestigd in de Mollet del Vallès.  In zijn werk ging hij meer en meer naar de abstractie neigen. In 1917 behaalde hij een medaille eerste klas op de Nationale Tentoonstelling voor Schone Kunsten met werken uit de Tarragona en Vallès periodes waaronder. La encina y la vaca (De eik en de koe) en Aguas de Moguda. Vanaf 1921, na zijn huwelijk in dat jaar, vestigde hij zich in Villanueva y Geltrú, waar hij een graveeratelier bouwde. Zijn werken werden regelmatig tentoongesteld in de galerieën van Barcelona en op regionale en nationale tentoonstellingen. In 1930 kreeg hij een eremedaille toegekend voor zijn totale oeuvre op de National de Madrid.
Hij stierf in Barcelona in 1940 na een gevangenschap omdat hij na de burgeroorlog beschuldigd werd door het nationalistische regime in Spanje, van samenwerking met de republiek.

## Stijlkenmerken
Zelf zei hij in zijn kunstmanifest van 1928 over zijn stijl: “Alles wat ik wil is dat mijn werken het hart verlichten en de ogen en de ziel met licht overspoelen”. Kleur en licht waren belangrijk voor hem en hij gebruikte ze om een eigen idioom te ontwikkelen waarmee hij een verrassend modern oeuvre opbouwde. Hij was geen impressionist of symbolist, strekkingen waarmee men hem dikwijls wil associëren.
Hij werkte in een weelderige, schilderachtige stijl, meestal met een helder kleurenpalet. Sommige van zijn composities maken gebruik van op art nouveau geïnspireerde ontwerpelementen en andere combineren reële afbeelding met elementen van abstractie of zelfs druipschildering.

## Catalaans modernisme
In januari 2011 organiseerde de Fondation de l'Hermitage in Lausanne een grote tentoonstelling gewijd aan Spaanse kunst in het begin van de 20e eeuw. De tentoonstelling concentreerde zich op de schilders van "de generatie van 1898" die de zware omwentelingen die Spanje gedurende de 19e eeuw doormaakte hadden meegemaakt en toont de evolutie van deze kunstenaars. Schommelend tussen respect voor Spaanse tradities en moderniteit, maakten hun werken deel uit van de trend die ontstond bij de Spaanse avant-garde om de horizon te verbreden. De Fondation de l'Hermitage selecteerde verschillende werken van Joaquím Mir i Trinxet.
- Biblioteca Nacional de España: XX998638
- Bibliothèque nationale de France: cb12199755v (data)
- Catàleg d'autoritats de noms i títols de Catalunya: 981058527275206706
- Gemeinsame Normdatei: 122314735
- International Standard Name Identifier: 0000 0000 6642 1706
- Library of Congress Control Number: n82223482
- Nederlandse Thesaurus van Auteursnamen: 127510281
- Réseau des bibliothèques de Suisse occidentale: 02-A014361225
- RKD-Nederlands Instituut voor Kunstgeschiedenis: 56344
- Système universitaire de documentation: 058553053
- Union List of Artist Names: 500036446
- Virtual International Authority File: 77194065
- WorldCat: E39PBJp63X3XrFgwXVmVcPMXVC